# Pély
Pély est un village et une commune du comitat de Heves en Hongrie.

## Personnalités liées à la communauté
- Mari Törőcsik (1935-2021), actrice hongroise de théâtre et de cinéma.